# Hebert Benítez Pezzolano
Hebert Benítez Pezzolano (Montevideo, 20 de junio de 1960) es un escritor, ensayista, crítico literario y profesor uruguayo.

## Trayectoria
Doctor en Letras por la Universidad de Valladolid  (España) y egresado en Literatura del Instituto de Profesores Artigas (Uruguay). Es Profesor Titular de Literatura Uruguaya en Facultad de Humanidades y Ciencias de la Educación de la Universidad de la República.
Ha sido director del Departamento de Literaturas Uruguaya y Latinoamericana (2017-2020) y director de carrera de la Licenciatura en Letras (2013-2018) en Facultad de Humanidades y Ciencias de la Educación. Fue profesor de Teoría Literaria y de Literatura Uruguaya en el Instituto de Profesores Artigas (1992-2011) y Coordinador Nacional de Literatura del Consejo de Formación en Educación (2009-2020).
Además de los libros de autor y volúmenes coordinados, ha publicado más de setenta trabajos entre artículos en revistas arbitradas y capítulos de libros. Es autor de cinco libros de poesía y ha participado en numerosas muestras y antologías. Ha dictado cursos de posgrado en universidades de Argentina, Chile, México, España y Uruguay. Fue ponente y conferencista en universidades de Argentina, Chile, Brasil, Perú, México, EE. UU., Canadá, España, Francia, Italia y Japón. Fue fundador y director de Hermes Criollo (Revista de crítica y de teoría literaria y cultural). En la prensa literaria y cultural ha sido colaborador de El País Cultural  y de Cuadernos de Marcha. Por su obra ensayística y poética, le fue otorgado en distintas ocasiones el Premio Nacional de Literatura y el Premio Bartolomé Hidalgo. Dentro de su producción destacan las investigaciones dedicadas a narrativas literarias no realistas y fantásticas en sus dimensiones teóricas, críticas e histórico-sociales. Sus trabajos sobre el conde de Lautréamont, Felisberto Hernández, Marosa di Giorgio, Mario Levrero y escritores posteriores comprendidos dentro de zonas no realistas bajo la denominación de "raros" han sido continuados por una novedosa reflexión teórica sobre el desvanecimiento de esta categorías en la literatura y más allá de esta. Por otra parte, ha explorado en pacientes del Hospital Vilardebó, institución psiquiátrica pública uruguaya, los efectos de estas literaturas. A partir de una línea de pensamiento que involucra desde la fenomenología, la hermenéutica y el psicoanálisis hasta el marxismo y sus transformaciones, estudia, especialmente en escrituras latinoamericanas, las relaciones entre narrativas no realistas, el yo, la conciencia, el recuerdo y la memoria.

## Obras

### Ensayo y crítica
- Eclipses del sentido: cinco ensayos descentrados sobre literatura uruguaya. Montevideo, Trazas, 1996.
- Vicente Huidobro y el vuelo de Altazor. Montevideo, Rosgal, 1997.
- Poetas uruguayos de los '60 (comp.). Montevideo, Rosgal, 1997.
- Interpretación y eclipse. Ensayos sobre literatura uruguaya. Montevideo, Fundación BankBoston/Linardi & Risso, 2000.
- El sitio de Lautréamont. Montevideo, Pirates, 2008.[3]
- La poética de Jorge Arbeleche. 40 años de poesía: 1968-2008 (comp. con Adriana Mastalli). Montevideo, Botella al Mar/Hermes Criollo, 2008.
- Mundo, tiempos y escritura en la poesía de Marosa di Giorgio. Montevideo, Estuario, 2012.[4][5]
- Delmira Agustini. Cantos de la mañana (coed. con Mariana Pérez Balocchi). Reedición del  texto original de Orsini Bertani  de 1910. Montevideo: Antítesis, 2014.
- Felisberto Hernández. Narrativa reunida (ed.). Montevideo, Alfaguara, 2015.[6]
- Rodó. Más allá de toda muerte (org. con Yamandú Acosta). Montevideo, Facultad de Humanidades y Ciencias de la Educación, Universidad de la República, 2018.
- El otro lado: disrupciones en la mímesis. Lo insólito, lo fantástico y otros desplazamientos en la narrativa uruguaya (desde los años sesenta a las primeras décadas del siglo XXI) (coord.). Montevideo, CSIC-Universidad de la República, 2018.[7]

### Poesía
- Detrás del ojo mudo. Montevideo, Destabanda, 1989.
- Introducción al límite. San José de Carrasco, Casa de la Cultura Comunitaria, 1993.
- Amor de precipicio. Montevideo, Trazas, 1996.
- Matrero. Montevideo, La Gotera, col. Hermes Criollo, 2004.
- Sesquicentenario. Montevideo, Antítesis, 2017.[8]

## Artículos en línea
- «Crítica literaria, autoridad, interpretación», Confluencia, 1999.[9]
- «Resistance to Literature», SubStance, 2000.[10]
- «El Astillero, Juan Carlos Onetti: Warnings of 'real'», University of Kragujevac, 2011.[11]
- «Raros y fantásticos uruguayos: tres casos, tres perspectivas», Landa, 2016.[12]
- «El arte es libertad (...)». Entrevista. https://www.hemisferioizquierdo.uy/single-post/2018/10/22/el-arte-es-libertad-y-el-fascismo-es-naturalmente-hostil-a-un-arte-genuino-erigido-en-la%7Cperiódico=Hemisferio izquierdo}
- «Sobre la cárcel, desde la cárcel: escrituras disímiles de la violencia (Carlos Liscano y Ernesto González Bermejo)», Landa, 2018.[13]
- «El flujo de la temporalidad en Los papeles salvajes, de Marosa di Giorgio», Latin American Literary Review, 2019.[14]
- «La autonomía de la literatura, ese infierno tan temido», en 80 años en América Latina, Homenaje al aniversario del Instituto de Literatura Hispanoamericana de la Facultad de Filosofía y Letras de la Universidad de Buenos Aires, 2019.[15]
- «Ángel Rama y los raros. Ascenso y desvanecimiento de una categoría», Telar, 2020.[16]